# Trofeo Oro in Euro 2025
De twaalfde editie van de Italiaanse wielerwedstrijd Trofeo Oro in Euro vond plaats op 9 maart 2025. De wedstrijd startte en finishte in Cinquale en had de UCI-categorie 1.1. De Nederlandse Karlijn Swinkels won, nadat ze een jaar eerder tweede was geworden. Ze volgde de Italiaanse Elisa Longo Borghini op op de erelijst.

## Uitslag
| Plaats  | Naam                     | Ploeg                            | Tijd     |
| ------- | ------------------------ | -------------------------------- | -------- |
| Winnaar | Karlijn Swinkels         | UAE Team ADQ                     | 2u31'19" |
| 2       | Puck Pieterse            | Fenix-Deceuninck                 | z.t.     |
| 3       | Dominika Włodarczyk      | UAE Team ADQ                     | + 3"     |
| 4       | Anne Knijnenburg         | VolkerWessels                    | + 50"    |
| 5       | Linda Zanetti            | Uno-X Mobility                   | z.t.     |
| 6       | Agnieszka Skalniak-Sójka | CANYON//SRAM zondacrypto         | z.t.     |
| 7       | Margot Vanpachtenbeke    | VolkerWessels                    | z.t.     |
| 8       | Silvia Persico           | UAE Team ADQ                     | z.t.     |
| 9       | Arianna Fidanza          | Laboral Kutxa-Fundación Euskadi  | z.t.     |
| 10      | Nadia Quagliotto         | Cofidis                          | z.t.     |
| 11      | Caroline Andersson       | Liv AlUla Jayco Continental Team | z.t.     |
| 12      | Sara Casasola            | Fenix-Deceuninck                 | z.t.     |
| 13      | Marte Berg Edseth        | Uno-X Mobility                   | z.t.     |
| 14      | Yara Kastelijn           | Fenix-Deceuninck                 | z.t.     |
| 15      | Barbara Malcotti         | Human Powered Health             | z.t.     |
| 16      | Debora Silvestri         | Laboral Kutxa-Fundación Euskadi  | z.t.     |
| 17      | Linda Laporta            | BePink-Imatra-Bongioanni         | z.t.     |
| 18      | Mackenzie Coupland       | Liv AlUla Jayco Continental Team | z.t.     |
| 19      | Olha Kulynych            | Fenix-Deceuninck                 | z.t.     |
| 20      | Gaia Segato              | BePink-Imatra-Bongioanni         | z.t.     |